# Ectenesseca
Ectenesseca is een kevergeslacht uit de familie van de boktorren (Cerambycidae). De wetenschappelijke naam van het geslacht werd voor het eerst geldig gepubliceerd in 2005 door Martins & Galileo.

## Soorten
Ectenesseca is monotypisch en omvat slechts de volgende soort:
- Ectenesseca clavula Martins & Galileo, 2005